# Кварто (Пјаченца)
Кварто је насеље у Италији у округу Пјаченца, региону Емилија-Ромања.
Према процени из 2011. у насељу је живело 911 становника. Насеље се налази на надморској висини од 84 м.